# 本·布勞德
本·布勞德（Robert Benedict "Ben" Browder，1962年12月11日—）是美國的一位演員和作家。他的主要作品有在遙遠星際中飾演John Crichton，以及在星際奇兵：SG-1中飾演Cameron Mitchell。